# Undersea Kingdom
Undersea Kingdom is een Amerikaanse serie uit 1936. Dit was een film in 12 hoofdstukken geknipt en op verschillende momenten uitgezonden in de bioscoop (vaak als voorfilmpje). Elk hoofdstuk (behalve het laatste) eindigde met een cliffhanger.
Alle hoofdstukken zijn tegenwoordig publiek domein.

## Hoofdstukken
- Beneath the Ocean Floor
- The Undersea City
- Arena of Death
- Revenge of the Volkites
- Prisoners of Atlantis
- The Juggernaut Strikes
- The Submarine Trap
- Into the Metal Tower
- Death in the Air
- Atlantis Destroyed
- Flaming Death
- Ascent to the Upperworld

## Rolverdeling
| Acteur               | Personage                                         | Rolbeschrijving                                         |
| -------------------- | ------------------------------------------------- | ------------------------------------------------------- |
| Ray "Crash" Corrigan | Crash Corrigan, atleet en Luitenant van de Marine |                                                         |
| Lois Wilde           | Diana Compton                                     | Reporter van "Times"                                    |
| Monte Blue           | Unga Khan                                         | Tiran en leider van de Black Robes                      |
| William Farnum       | Sharad                                            | hogepriester van Atlantis en leider van de White Robes  |
| Boothe Howard        | Ditmar                                            | aanhanger van de Black Robes                            |
| Raymond Hatton       | Gasspom                                           | aanhanger van de Black Robes                            |
| C. Montague Shaw     | Professor Norton                                  | Wetenschapper en leider van de expeditie                |
| Lee Van Atta         | Billy Norton                                      | Zoon van professor Norton die als verstekeling meereist |
| Smiley Burnette      | Briny Deep                                        | matroos                                                 |
| Frankie Marvin       | Salt                                              | matroos                                                 |
| Lon Chaney Jr.       | Captain Hakur                                     | commandant van Unga Khan's Black Robes                  |
| Lane Chandler        | Darius                                            | aanhanger van Sharad's White Robes                      |
| Jack Mulhall         | Lieutenant Andrews                                | US Navy                                                 |
| John Bradford        | Joe                                               | matroos                                                 |
| Malcolm McGregor     | Zogg                                              | aanhanger van de Black Robes                            |
| Ralph Holmes         | Martos                                            | aanhanger van Sharad's White Robes                      |
| John Merton          | Moloch                                            | aanhanger van de Black Robes                            |
| Ernie Smith          | Gourk                                             | aanhanger van de Black Robes                            |
| Lloyd Whitlock       | Captain Clinton                                   | US Navy Captain                                         |

## Achtergrond
De serie werd in verschillende afleveringen van Mystery Science Theater 3000 bespot.